# Stazione di Higashi-Jūjō
La Stazione di Higashi-Jūjō (東十条駅?, Higashi-Jūjō-eki) è una stazione ferroviaria di Tokyo servita dalla kinea Keihin-Tōhoku della JR East.

## Linee

### Treni
- East Japan Railway Company
  - ■ Linea Keihin-Tōhoku

## Struttura
La stazione è dotata di due banchine centrali a isola con quattro binari sopraelevati.
| 1-2 | ■ Linea Keihin-Tōhoku | per Ueno, Tokyo, Yokohama e Ōfuna                 |
| 3   | ■ Linea Keihin-Tōhoku | Per i treni aventi questa stazione come capolinea |
| 4   | ■ Linea Keihin-Tōhoku | per Akabane, Urawa e Ōmiya                        |

## Stazioni adiacenti
| «                   | Servizio            | »                   |
| Linea Keihin-Tōhoku | Linea Keihin-Tōhoku | Linea Keihin-Tōhoku |
| ------------------- | ------------------- | ------------------- |
| Ōji                 | Locale              | Akabane             |
| Ōji                 | Rapido              | Akabane             |